# Mitchell (Indiana)
Mitchell é uma cidade localizada no estado americano de Indiana, no Condado de Lawrence.

## Demografia
Segundo o censo americano de 2000, a sua população era de 4567 habitantes.
Em 2006, foi estimada uma população de 4621, um aumento de 54 (1.2%).

## Geografia
De acordo com o United States Census Bureau tem uma área de
8,8 km², dos quais 8,8 km² cobertos por terra e 0,0 km² cobertos por água. Mitchell localiza-se a aproximadamente 208 m acima do nível do mar.

## Localidades na vizinhança
O diagrama seguinte representa as localidades num raio de 20 km ao redor de Mitchell.